# منتخب اليونان لكرة القدم الشاطئية
منتخب اليونان لكرة القدم الشاطئية هو ممثل اليونان الرسمي في المنافسات الدولية في كرة قدم شاطئية
، يديريه الاتحاد الإغريقي لكرة القدم.